# Irácká jaderná elektrárna
Irácká jaderná elektrárna (arabsky محطة الطاقة النووية العراقية‎) byla plánovaná jaderná elektrárna v Iráku. Šlo o vůbec první pokus o vybudování komerční jaderné elektrárny v této zemi. Nacházet se měla poblíž města Samara. Dodavatelem elektrárny se měl stát Sovětský svaz a elektrárna měla disponovat jedním tlakovodním reaktorem.

## Historie a technické informace

### Počátky
V roce 1984 byla podepsána smlouva mezi Irákem a Sovětským svazem o výstavbě první irácké jaderné elektrárně, jež měla nést stejný název. Během těchto jednání Sovětský svaz nabídl Iráku jadernou elektrárnu dovezenou ze Sovětského svazu, což země také přijala. Šlo o výstavbu jednoho tlakovodního reaktoru VVER-440/318 o hrubém výkonu 440 MW.
Kvůli zvolení vhodné lokace se Irák obrátil ještě v roce 1984 na MAAE, která měla najít místo pro středně velkou jadernou elektrárnu na Tigrisu mezi městy Tikrít a Samara, asi 100 kilometrů severně od Bagdádu. V té době však již existovalo podezření ze strany Izraele, že Irák by mohl zneužívat vyhořelé jaderné palivo pro výrobu jaderných zbraní. Sovětský svaz chtěl také zabránit šíření jaderných zbraní v Iráku, proto byla 5. prosince 1989 jednání až do odvolání pozastavena. Po rozpadu Sovětského svazu a útocích na výzkumný reaktor Osirak byla všechna další jednání zrušena a plánování elektrárny zastaveno.

### Popis reaktoru VVER-440/318
Irácká jaderné elektrárna měla disponovat jedním jaderným tlakovodním reaktorem VVER-440/318 o hrubém výkonu 440 MW. Stejné reaktory byly v té době ve výstavbě v jaderné elektrárně Juragua. Šlo o upravenou exportní verzi typu 213, avšak s kontejnmentem.

## Informace o reaktorech
| Reaktor | Typ reaktoru | Výkon  | Výkon  | Zahájení výstavby                          | Připojení k síti                           | Uvedení do provozu                         | Uzavření |
| Reaktor | Typ reaktoru | Čistý  | Hrubý  | Zahájení výstavby                          | Připojení k síti                           | Uvedení do provozu                         | Uzavření |
| ------- | ------------ | ------ | ------ | ------------------------------------------ | ------------------------------------------ | ------------------------------------------ | -------- |
| Irák-1  | VVER-440/318 | 400 MW | 440 MW | Plánovaná výstavba zrušena v prosinci 1989 | Plánovaná výstavba zrušena v prosinci 1989 | Plánovaná výstavba zrušena v prosinci 1989 |          |